# علامة هيرتوجي
علامة هيرتوجي (بالإنجليزية: Sign of Hertoghe)‏ أو علامة الملكة آن (بالإنجليزية: Queen Anne's sign)‏ هي تَرْقِيق أو فقدان الثلث الخارجي من الحاجبين، وهي علامة تقليدية على قصور الغدة الدرقية أو التهاب الجلد،  بيد أن تلك العلامة يمكن أيضا أن تتواجد في مرض «الجذام الورمي»(بالإنجليزية: Lepromatous leprosy)‏.

## التسمية
سُميت العلامة بهذا الاسم تيمنا باسم «أوجين هيرتوجي» (Eugene Hertoghe) من مدينة أنتويرب البلجيكية، الرائد في أبحاث وظائف الغدة الدرقية.

## علامة الملكة آن

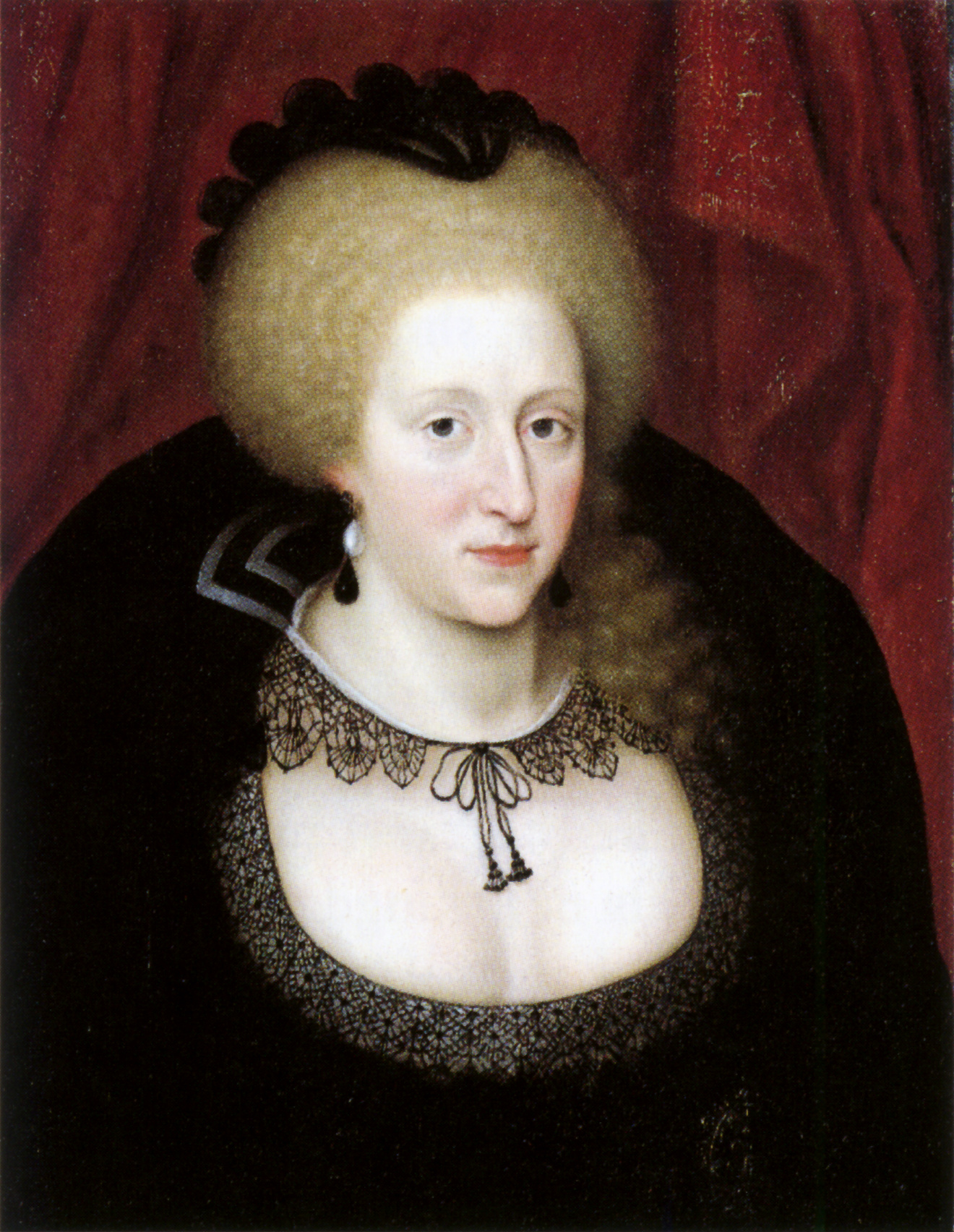
رسم لحداد "الملكة آن" ملكة الدانمارك على وفاة ابنها هنري في 1612م

ارتبطت تسمية هذه العلامة باسم "الملكة آن" من الدنمارك (12 ديسمبر 1574 - 2 مارس 1619) بناء على رسم بورتريه قديم لها، على الرغم من أن التاريخ المسجل عنها لا يوحي بأنها كانت تعاني من مرض الغدة الدرقية.
يوجد اختلاف في الآراء حول الشخص المقصود بمسماة «الملكة آن» يتنازع عليها البعض، على الرغم من أنه قد قيل أن الملكات التاليات يمكن حذفهن:
- آن فرنسا، الابنة البكر للويس الحادي عشر مللك فرنسا من زوجته الثانية، شارلوت من سافوي.
- آن دوقة بريتاني، حاكمة البريتونيين والملكة القرينة لفرنسا لملكين متعاقبين هما شارل الثامن ولويس الثاني عشر ملك فرنسا.
- آن النمسا، أو آنا من إسبانيا، ملكة فرنسا ونافارا خلال الفترة (1615 - 1643) كونها زوجة الملك لويس الثالث عشر، وهي ابنة فيليب الثالث ملك إسبانيا ومارغريت من النمسا.
- آن بولين، ملكة إنجلترا والزوجة الثانية للملك هنري الثامن، ووالدة الملكة إليزابيث الأولى ومركيزة بيمبروك.
- آن من كليفز، ملكة إنجلترا وهي رابعة زوجات ملك إنجلترا «هنري الثامن»، وهي من أصول ألمانية، كان والدها أميراً على «دوقية كليفز» في ألمانيا.